# Dragage

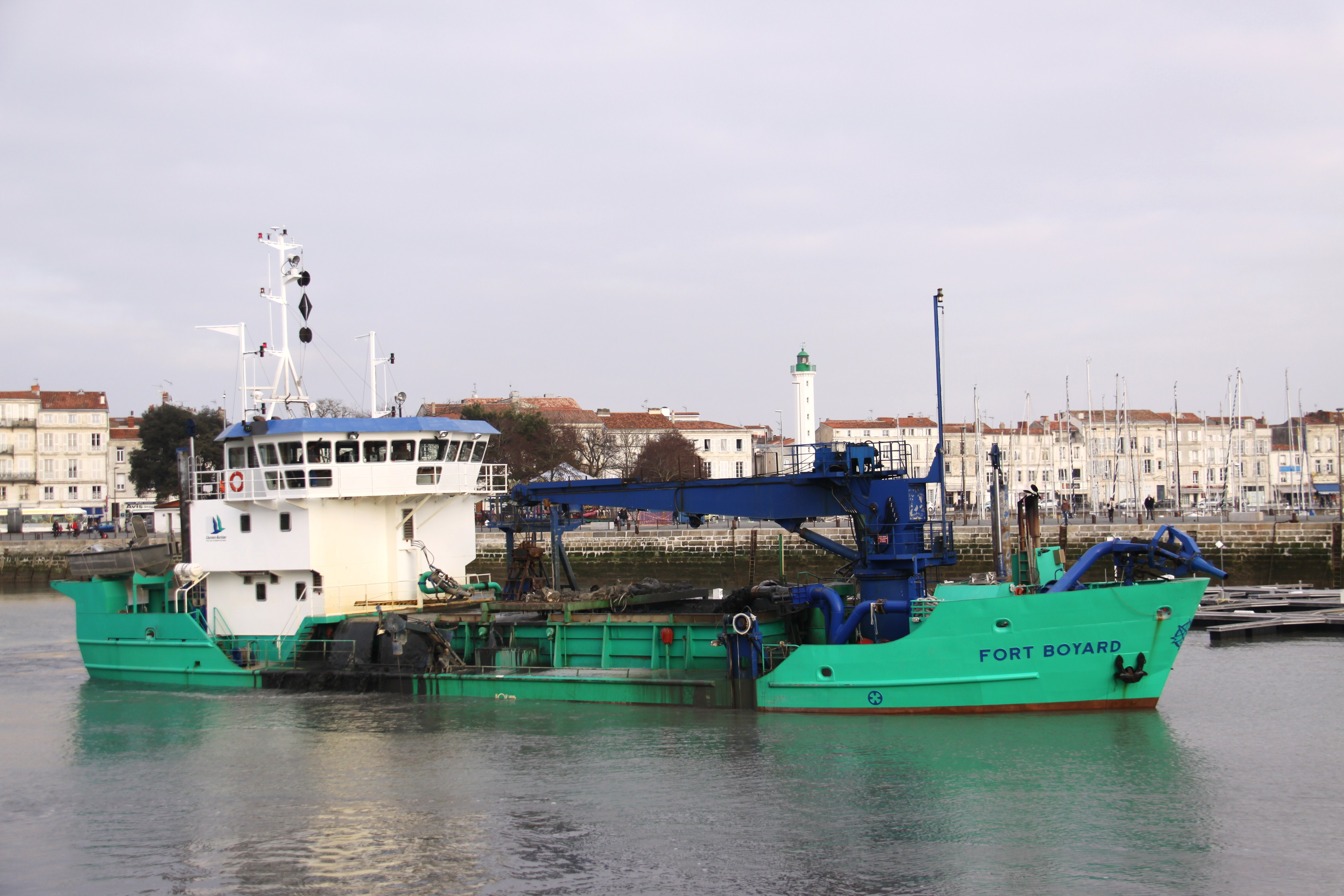
La drague Fort-Boyard (Charente-Maritime)

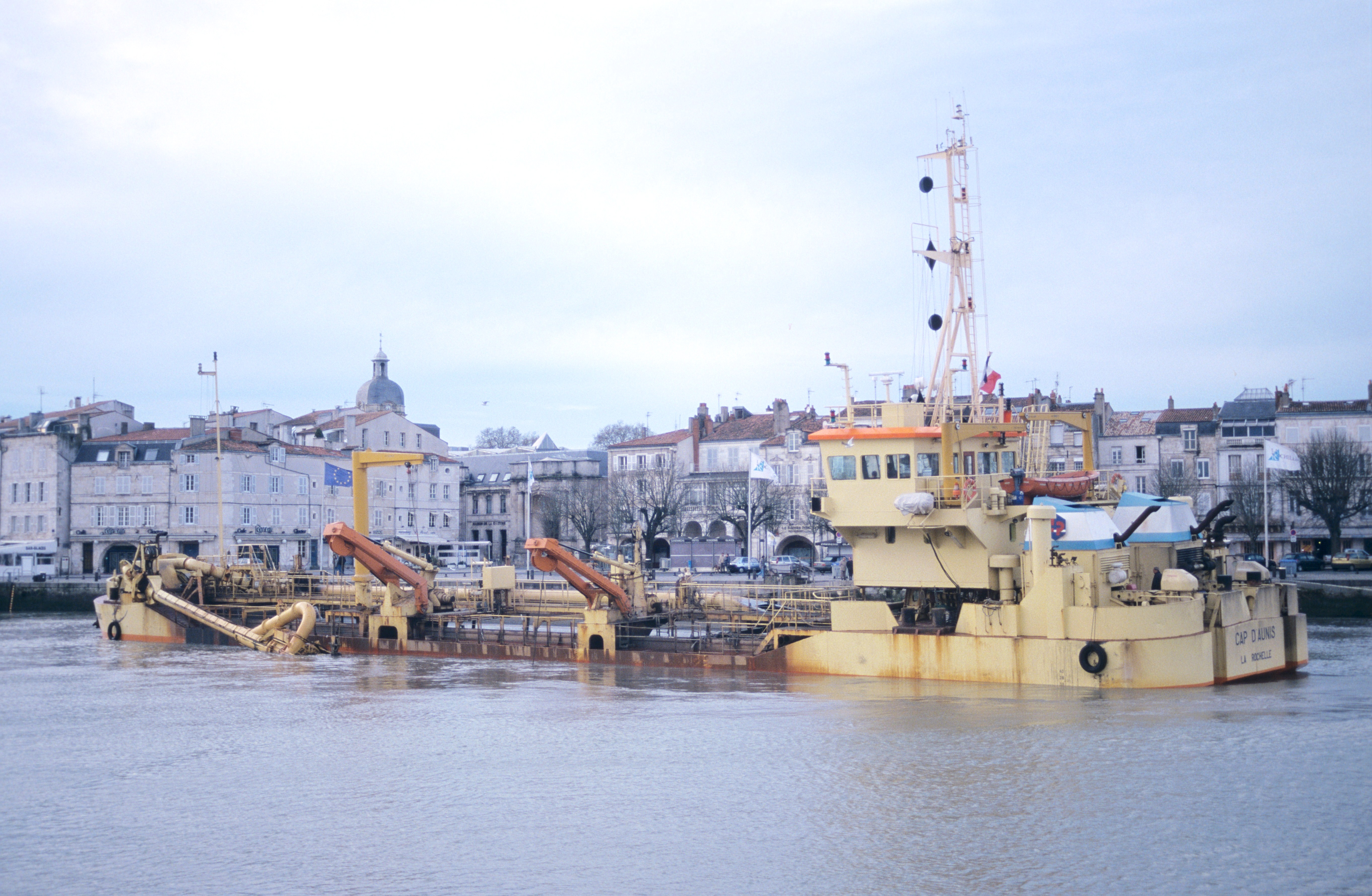
Dragage du Bassin d'Échouage du Vieux-Port de La Rochelle en 2000.

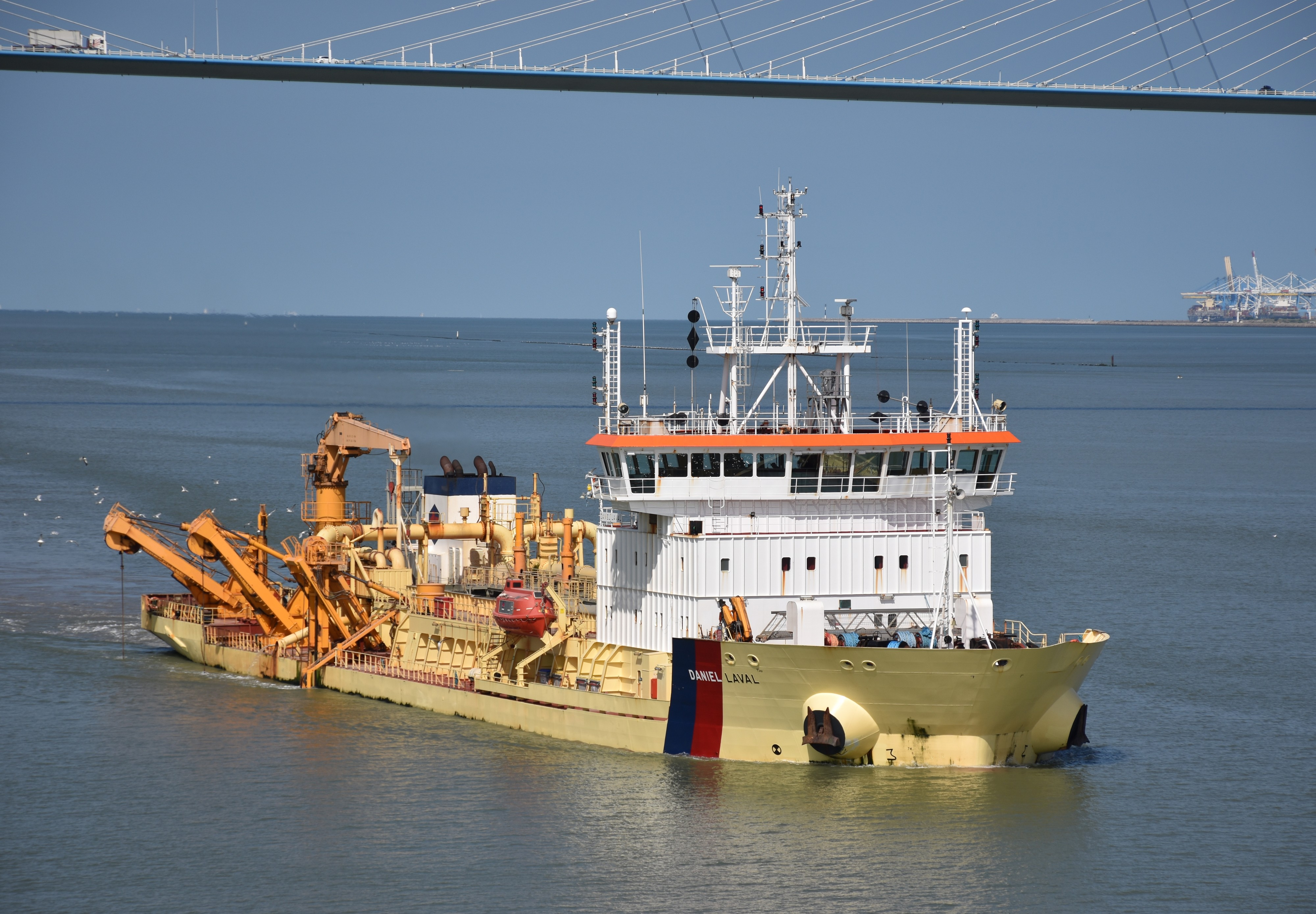
La drague Daniel Laval au travail à l'estuaire de la Seine

On appelle dragage l'opération qui consiste à extraire les matériaux situés sur le fond d'un plan d'eau. L'objectif peut être de réaliser des travaux de génie portuaire (creusement de bassins ou de chenaux), d'entretenir les chenaux fluviaux ou maritimes empruntés par les navires lorsqu'ils ont été comblés par les sédiments, d'effectuer des opérations de remblaiement pour reconstituer les plages ou gagner des terres sur la mer ou d'extraire des granulats marins pour répondre aux besoins du secteur de la construction.
Les travaux de dragage sont réalisés par des navires et engins spécialisés dont les caractéristiques dépendent de la nature des travaux et de l'environnement dans lequel ils doivent être effectués : dragues hydrauliques ou dragues mécaniques, navires capables de manœuvrer ou simples pontons. Les matériaux extraits sont stockés à bord pour être transportés plus loin, placés dans des barges attenantes ou évacués par des canalisations. Selon ses caractéristiques la drague effectue son travail en étant statique ou en mouvement.
Les produits du dragage sont le plus souvent soit stockés à terre sur des terrains aménagés soit rejetés en mer (clapage), généralement à l'intérieur de périmètres définis. Les sédiments, lorsqu'ils sont extraits de zones concentrant des activités industrielles ou portuaires, peuvent être fortement pollués notamment par les métaux lourds. Pour ces raisons, ainsi que pour contrôler l'incidence du dragage sur l'environnement au sens large, l'activité de dragage est généralement contrôlée. En France, où environ 50 millions de m³ de sédiments sont extraits chaque année, une opération de dragage donne lieu le cas échéant à une enquête publique et étude d'impact.

## Les différentes activités de dragage

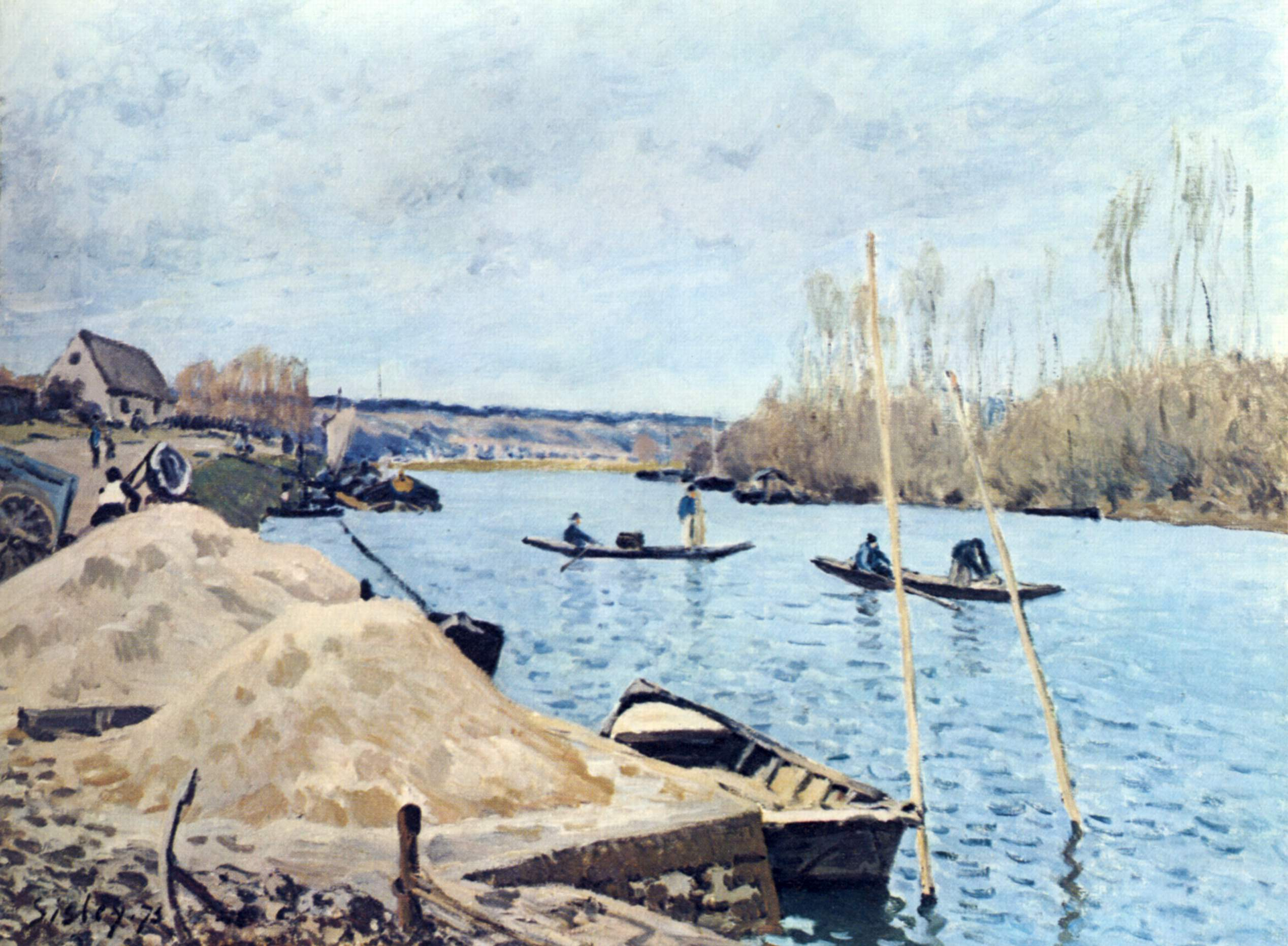
Alfred Sisley, La Seine à Port-Marly, tas de sable (1875), Chicago, Art Institute of Chicago.

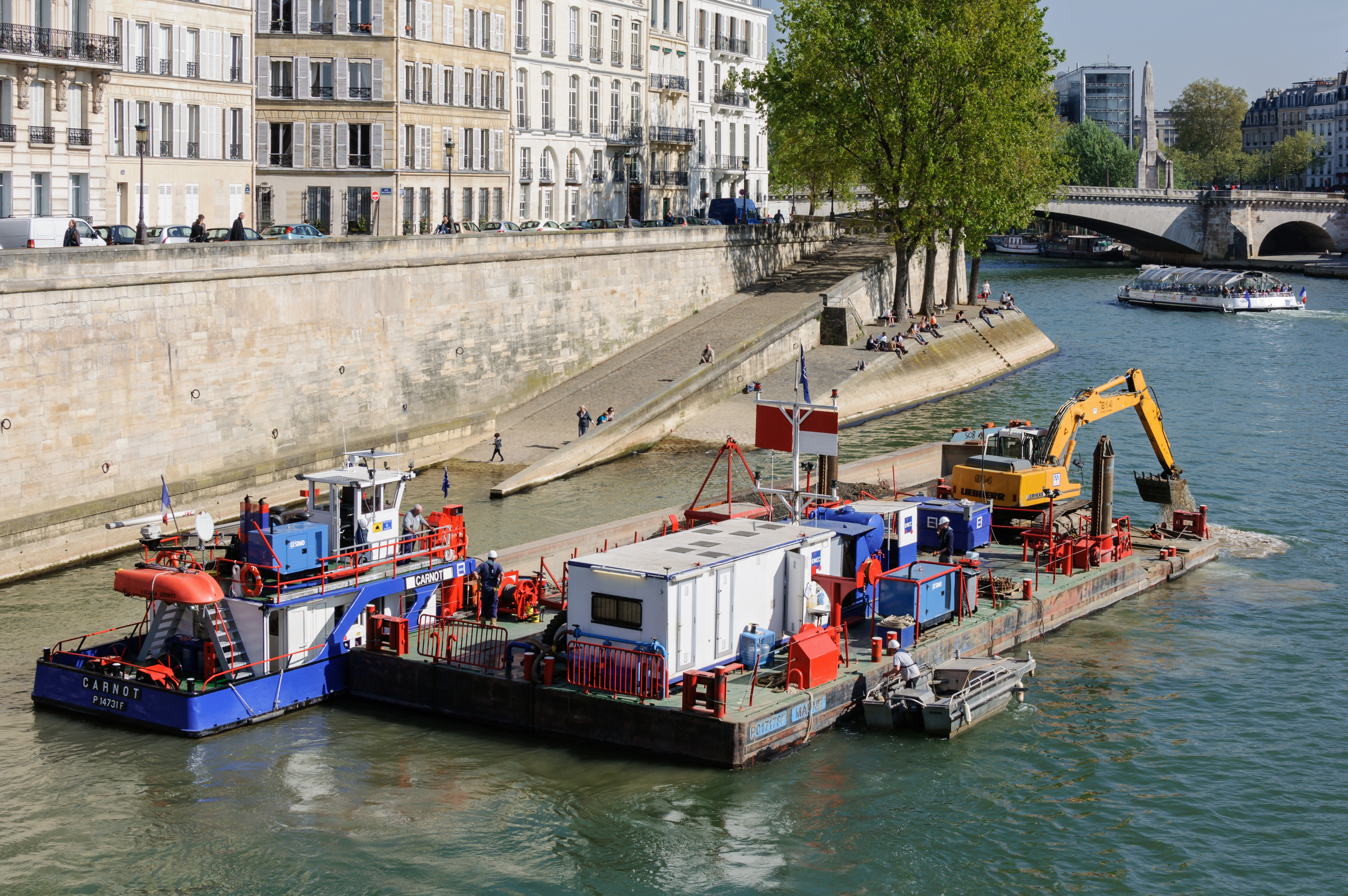
Dragage sur la Seine à Paris, à l'aide d'un ponton flottant et d'une pelle hydraulique.

Le dragage consiste en l'excavation de sols ou d'alluvions sous l'eau (lacs, fleuves, rivières, watringues, canaux, estuaires, chenaux marins, etc.) Il peut être réalisé à partir de la berge, avec des engins de travaux classiques ou depuis un navire ou une barge spécialisée.

## Approfondissement ou agrandissement portuaire

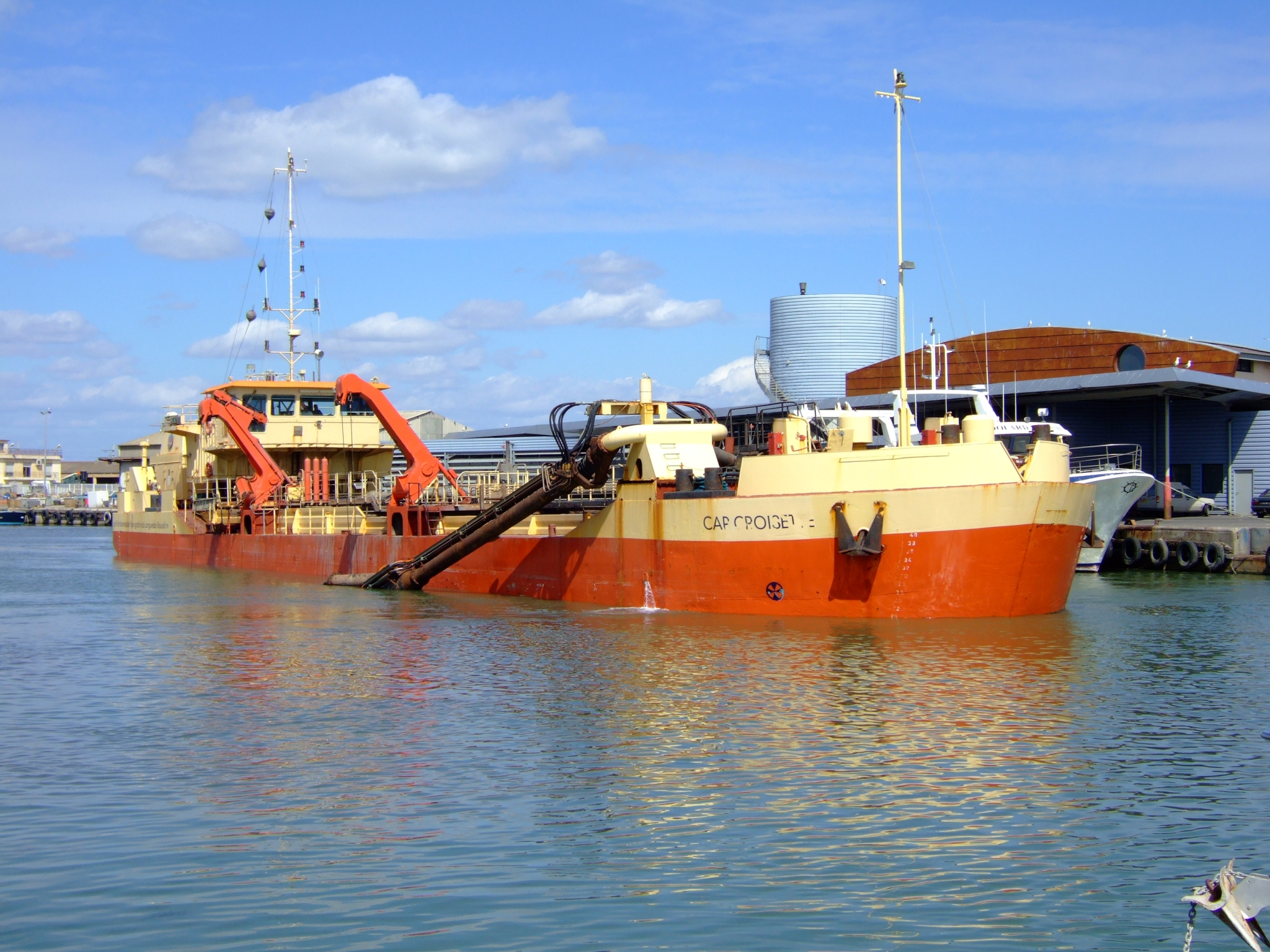
Drague en action dans le port de Port-la-Nouvelle

La croissance des échanges commerciaux et leur concentration dans quelques ports nécessitent un agrandissement constant de ces ports pour permettre d'accueillir des volumes de marchandises. Par ailleurs, la recherche d'économies d'échelle se traduit par l'augmentation de la taille moyenne des navires, ce qui nécessite en retour l’approfondissement et l'élargissement des chenaux d'accès.

## Opérations d'entretien
Les installations portuaires sont fréquemment situés dans des estuaires de rivière (port du Havre, port de Nantes-Saint-Nazaire) ou parfois très en amont de celle-ci comme le port de Rouen situé à 120 km de la mer. La marée et l'écoulement des eaux fluviales charrie des sédiments qui se déposent à des rythmes variables (le port traditionnel de Honfleur présente un cas extrême avec un dépôt de 1 cm d'épaisseur par jour). Des dragues doivent effectuer un travail permanent pour maintenir la profondeur des chenaux et bassins. Les volumes dragués représentaient ainsi en moyenne 4,5 millions de m³ pour le port de Rouen et 1,5 million de m³ pour le port du Havre[Quand ?]. Les ports ouverts à la mer sont généralement moins touchés par le phénomène d'envasement mais nécessitent tout de même des opérations de dragage réguliers.

## Remblayage
Le remblayage consiste à extraire du sable pour constituer de nouvelles terres gagnées sur la mer. L'agrandissement des installations situées en bord de mer se font de plus en plus fréquemment en gagnant sur la mer. Dans ce domaine les opérations les plus spectaculaires de ces dernières années ont été la création du nouvel aéroport international de Hong Kong qui a nécessité le dragage de 237 millions de m³ et la création des Palm Islands à Dubaï qui ont nécessité pour les deux premiers archipels le dragage de 800 millions de m³. On rattache également à cette catégorie de travaux les opérations de reconstitution des plages dégarnies par les tempêtes qui peuvent nécessiter le déplacement de volumes considérables (2,8 millions de m³ pour reconstituer les plages de Cancún au Mexique après la tempête Wilma).

## Extraction de granulats et de calcaires
Une quantité croissante d'agrégats marins (sables et graviers) sont utilisés pour fabriquer le béton. Ceux-ci sont extraits à des profondeurs assez grandes (plusieurs dizaines de mètres). Les matériaux prélevés sont généralement des sables et graviers. L'extraction de sable représente par exemple 5 millions de tonnes sur la façade atlantique de la France.
Par ailleurs, on extrait également des matériaux calcaires, comme le maërl breton, qui sont utilisés pour amender les terres agricoles (500 000 tonnes au large de la Bretagne).

## Matériel utilisé

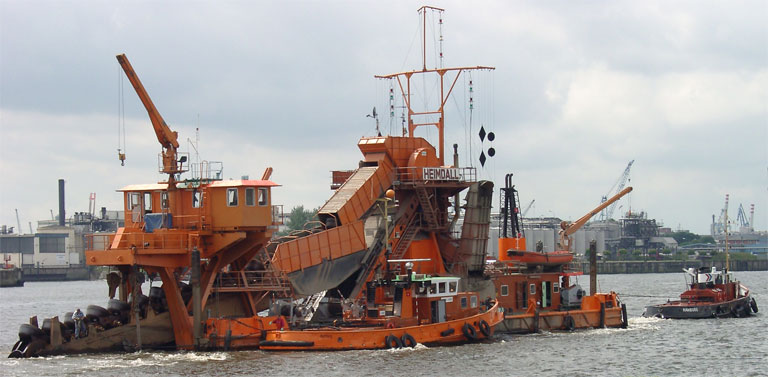
Drague à godets dans le port de Hambourg

Les travaux de dragage sont réalisés par des navires et engins spécialisés dont les caractéristiques dépendent de la nature des travaux et de l'environnement dans lequel ils doivent être effectués : drags hydrauliques ou dragues mécaniques, navires capables de manœuvrer ou simples pontons. Les matériaux extraits sont stockés à bord pour être transportés plus loin, placés dans des barges attenantes ou évacués par des canalisations. Selon ses caractéristiques, la drague effectue son travail en étant statique ou en mouvement.
Les dragues hydrauliques sont généralement équipés d'une élinde, sorte d'aspirateur situé au bout d'un long tube, qui remonte les sédiments stockés à bord.
- La drague à élinde traînante, principalement utilisée pour les dragages portuaires d'entretien l'extraction de granulats et le déplacement de grosses quantités de matériaux (création d'îles, de quai, de digues, et qui procède par aspiration
- La drague à disque désagrégateur (ou « drague à cutter »), principalement utilisée pour les dragages dans des matériaux résistants (argiles, roches, graviers consolidés)

Les dragues mécaniques sont utilisées pour obtenir un dragage précis ou sont utilisés sur des bassins de dimension réduite. Ce sont principalement :
- La drague à godets et l'Excavatrice à chaîne à godets
- La drague à pelle.
- drague à pelle rétro-excavatrice, pour les travaux de finition ou les travaux atypiques.

## Risques pour l'environnement

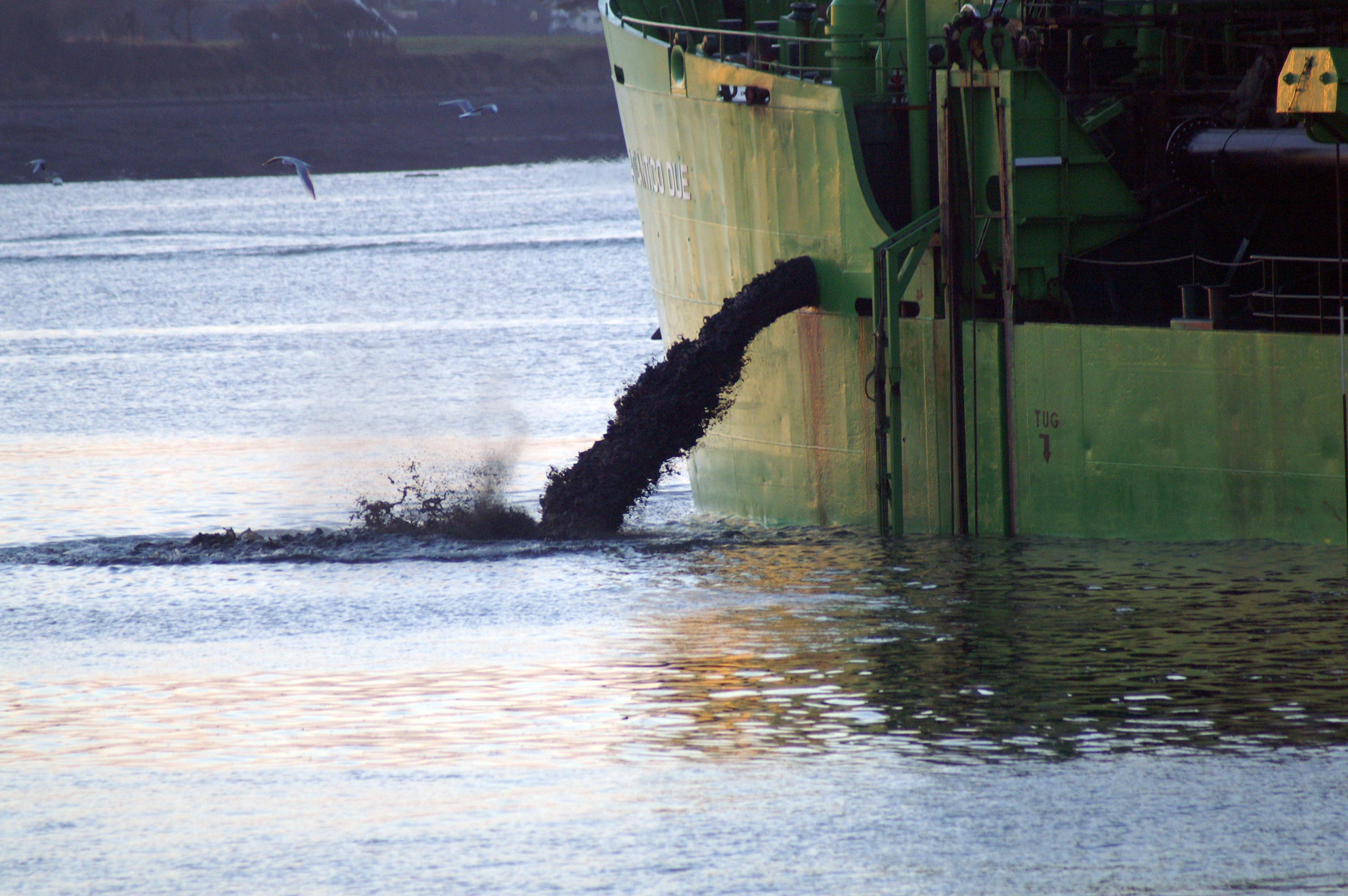
La drague Atlantico Due au travail en rade de Lorient

Dans le cas de dragages de chenaux, de canaux ou de ports, les sédiments (ou boues) peuvent être polluées (métaux lourds, pesticides..). Ainsi parfois l'opération de dragage ou curage est plus polluante pour l'environnement que de laisser les sédiments en place.
De subtiles variations du pH, du taux d'oxygène, de la bioturbation, une crue, ou la mobilisation volontaire ou involontaire des sédiments respectivement lors de dragages ou d’aménagement ou lors du passage d'un navire inhabituellement lourd, etc. peuvent remobiliser les toxiques qui étaient antérieurement au moins provisoirement piégés dans le « compartiment sédimentaire ». Ils peuvent alors être transférés en aval ou dans d’autres portions du réseau hydrographique ou compartiment des écosystèmes.
Les impacts sont locaux, mais surtout différés dans l'espace et le temps, sur un site de rejet qui peut être éloigné du point de dragage, et à son aval selon les courants. Les quantités peuvent être importantes. Par exemple, un projet consiste à éliminer par rejet en mer à 15 km au large du Calvados 4,5 millions de m3/an de boues de dragage de l'estuaire du port de Rouen jusqu'en 2050. Ce projet avait, fin 2010, reçu un avis favorable du commissaire-enquêteur, mais — à la suite des désapprobations de certaines collectivités — le préfet de Basse-Normandie l'a retiré et a demandé une nouvelle enquête publique.
Il peut arriver que le dragage ne « décape » que la couche superficielle, c'est-à-dire les sédiments les plus récents (souvent moins contaminés dans les pays qui ont une politique environnementales forte). Remettre l'eau et les organismes aquatiques en contact avec des sédiments anciens plus contaminés est un risque qu'une étude d'impact peut évaluer.
Depuis les années 1980, les scientifiques cherchent à développer des modèles prédictifs et des outils d’aide à la décision. Pour cela, ils doivent mieux comprendre le comportement des polluants, éventuellement synergiques dans les sédiments ou lors des opérations de dragage (panache de diffusion, modifications chimiques, etc.).
Dans le cas d'extraction de granulats (cailloux et sables) lors de la construction d'un port par exemple, l'impact direct pour l'environnement est parfois relativement limité compte tenu du fait que ces opérations se font, par définition, dans des secteurs où la présence de vie organique est faible ou quasiment nulle (mais qui peuvent être des zones de frayères). La turbidité de l'eau peut être affectée localement par le passage de l'élinde. Le sillon créé par le passage de l'élinde est rapidement comblé par le mouvement de l'eau. Ce comblement mobilise les granulats voisins de la zone d'extraction et finit par affecter de proche en proche les plages et dunes littorales.

### Traitement des matériaux dragués
L'avenir des matériaux dragués dépend de leur nature (vases, sables, graviers…) et de leur concentration en polluants : dans les ports, les polluants se concentrent en effet dans les sédiments (hydrocarbures, tributylétain, métaux lourds, épaves, munitions non explosées, etc.).
En France, en 1990, un Groupe d’études et d’observation sur le dragage et l’environnement (GEODE) a été mis en place pour produire un guide technique de bonnes pratiques en matière de dragage portuaire.
Ce groupe a défini des seuils de teneur en différents composés (repris dans la réglementation : métaux lourds, PCB, TBT) qui permettent de statuer sur le devenir des sédiments (rejet en mer, utilisation en remblai, stockage à terre, traitement…).

### Coût du dragage
Les coûts de dragage et dépôt varient, mais peuvent atteindre en Europe de 100 €/m3 notamment dans le cas de sédiments traités à terre (quelques € dans le cas de dragage de grandes masses clapés en mer), ce qui implique des coûts très élevés pour les grandes opérations. Dans la plupart des pays développés, les sédiments pollués doivent être dépollués ou stockés à terre. Aujourd'hui, ils sont stockés dans des sites de dépôts et confinement répondant aux normes en vigueur (et à trouver idéalement à proximité du lieu de chantier).